# Mike Doughty
Mike Doughty (nacido el 10 de junio de 1970, Fort Knox, Kentucky, Estados Unidos) es un cantante y compositor estadounidense de rock alternativo. Dirigió la banda Soul Coughing en la década de 1990 y en la década del 2000, convirtiéndose en solista. Sus canciones más conocidas son "Looking at the World from the Bottom of a Well" y "I Hear the Bells", ambos fueron utilizados para algunos programas de la televisión estadounidense.
Doughty padece trastorno bipolar, cosa que le ha sido complicado este padecimiento, a través de su vida y relaciones con las personas.

## Primeros años
Es hijo de una familia de militares, viajó por Europa y por todo su país natal, Estados Unidos, y pasó sus años de adolescencia viviendo en los terrenos de la Academia Militar de Estados Unidos en West Point, donde asistió a la escuela James I. O'Neill High School en Highland Falls, Nueva York. De allí en adelante asistió al Bard College Rock at Simon's. Finalmente se trasladó a Nueva York para estudiar poesía en New School University, donde la cantautora Ani DiFranco era una de sus compañeras de clase en un curso de poesía de Sekou Sundiata, "The Shape and Nature of Things to Come" ("la forma de la naturaleza de lo que vendrá").

## Carrera
En 1992, Doughty, fue portero de vanguardia en Nueva York, en The Knitting Factory fundada por Soul Coughing (facturado a sí mismo entonces como M. Doughty), y lanzaron los sencillos "Super Bon Bon" y "Circles".
Fatigado de la banda y adicto a la heroína, Doughty rompió con Soul Coughing en el 2000, y rápidamente con Warner Brothers. Unos años más tarde, Doughty decide dejar su adicción y comenzó una gira como solista. Dio una vuelta al país en un auto de alquiler, de 9.000 kilómetros en su primera gira, tocando acústico en un concierto, a menudo realizado en los conciertos de Soul Coughing. Después de esta muestra, se sentó en la parte delantera del escenario a vender copias de su álbum Skittish, un récord que había registrado a favor, y que fue rechazado por la Warner Bros. en 1996.[3] Durante su gira de tres años, Doughty vendió 20.000 copias de Skittish y poco a poco desorrolló un seguimiento independiente de Soul Coughing.

## Discografía como solista
- Skittish LP (grabado 1996; lanzado 2000)
- Smofe + Smang: Live in Minneapolis LP (2002)
- Rockity Roll EP (2003)
- Skittish / Rockity Roll double LP (2004)

Un relanzamiento de dos discos incluye el out-of-print de Skittish, el Rockity Roll EP, y cinco bonus track.
- Haughty Melodic LP (2005) #175 U.S.

Primer álbum completo de la banda de Doughty, lanzado el 3 de mayo de 2005.
- The Gambler EP (2005)

EP de seis canciones exclusivamente disponibles en iTunes. El título es un cover un sencillo de Kenny Rogers.
- Golden Delicious (2008) #87 U.S.

Sad Man Happy Man (Oct. 6, 2009)